# (6511) Furmanov
(6511) Furmanov est un astéroïde de la ceinture principale.

## Description
(6511) Furmanov est un astéroïde de la ceinture principale. Il fut découvert le 27 août 1987 à Nauchnyj par Lioudmila Tchernykh. Il présente une orbite caractérisée par un demi-grand axe de 2,60 UA, une excentricité de 0,12 et une inclinaison de 8,1° par rapport à l'écliptique.

## Compléments